# Margarete Gerhardt

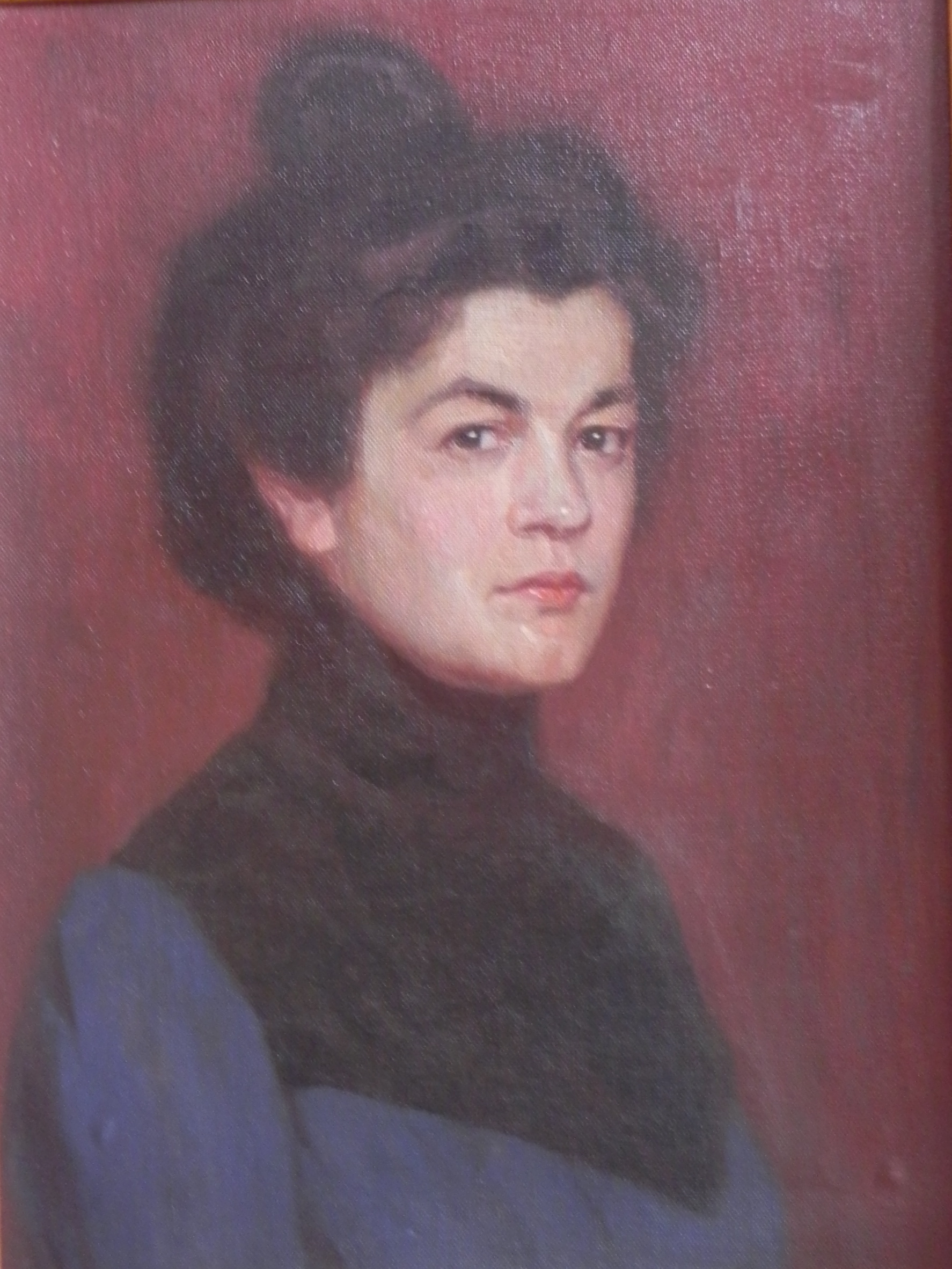
Selbstporträt in Öl von 1901

Lina Elisabeth Margarete Gerhardt, L. E. M.; Marg[arete] (* 8. Januar 1873 in Frankfurt (Oder); † 12. Dezember 1955 in Berlin-Wilmersdorf) war eine deutsche Malerin, Grafikerin und Linol- und Holzschneiderin. Der verschiedentlich in Texten verwendet Vorname Anna ist in keinen persönlichen Papieren vorhanden. Die biographischen Daten von Margarete Gerhardt sind teilweise mit denen der Malerin und Holzschneiderin Margarethe Gerhardt-Hoffmann (1878–1956) aus Berlin und Warnemünde vermischt worden.

## Leben

### Kindheit und Jugend
L. E. Margarete Gerhardt war die Tochter des preußischen Juristen, Frankfurter Bürgermeisters und brandenburgischen Landessyndikus Carl August Friedrich Gerhardt (1832–1914) und seiner Frau Rosa Dorothea, geborene Bach (1840–1927). Drei Jahre nach Margaretes Geburt zog die Familie nach Berlin.
Ihr Bruder Karl Gerhardt (1864–1939) wurde später wie der Vater Jurist und Landessyndikus der Provinz Brandenburg.
Ihre Schwester Anna Langerhans-Gerhardt (1866–1936) heiratete den Berliner Arzt und Pathologen Robert Langerhans (1859–1904).
Die zweite Schwester Eleonore Gerhardt (1868–1944), genannt Ella, war Sängerin (Altistin).

### Ausbildung

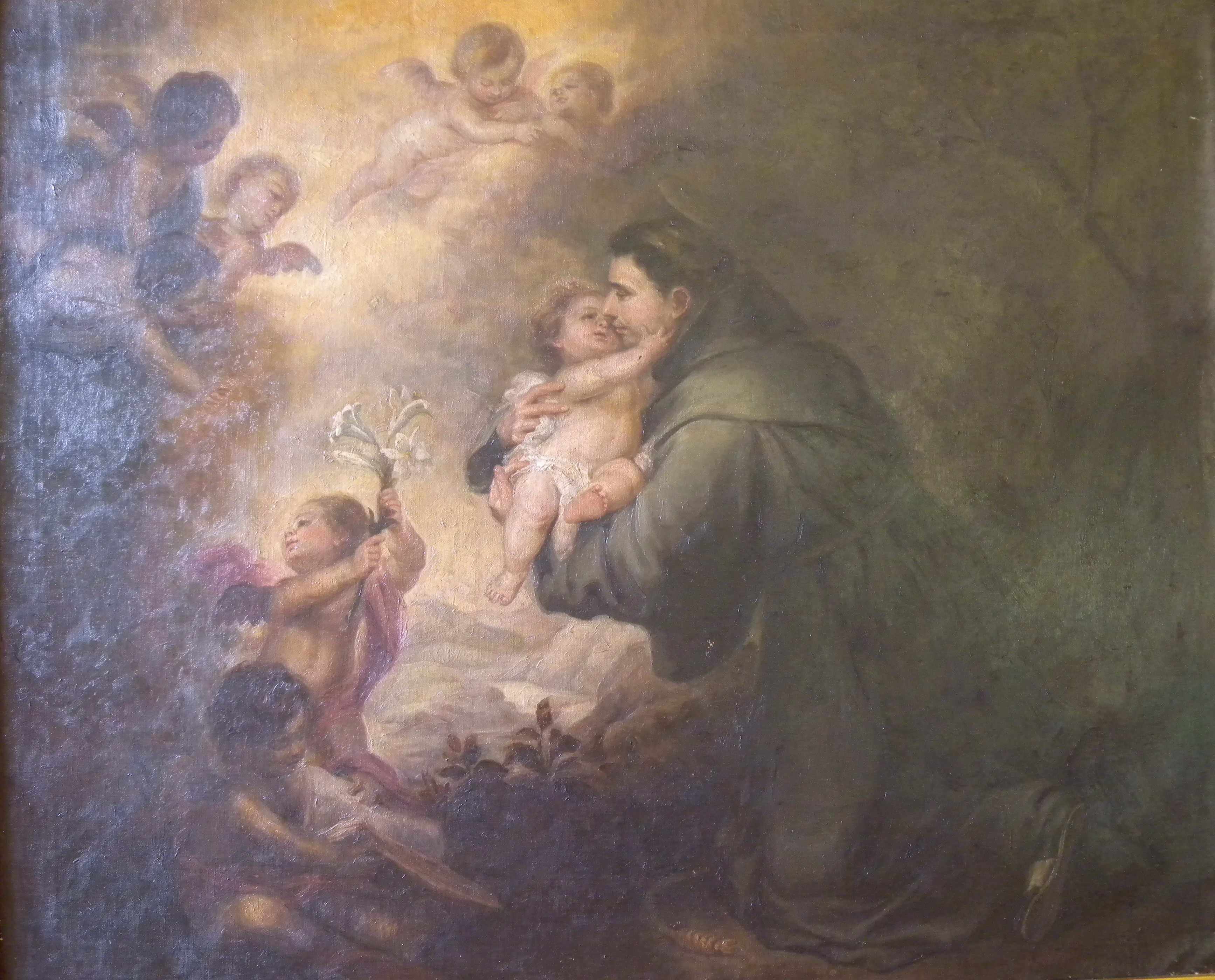
Kopie in Viertelgröße nach Estéban Murillo von L.E. Margarete Gerhardt

Nach dem Sophie-Charlotte-Gymnasium besuchte Margarete Gerhardt die Mal- und Zeichenschule des Vereins der Berliner Künstlerinnen. 1895 wurde sie für zwei Jahre Schülerin bei Wilhelm Müller-Schoenefeld (1867–1944), der sie in Porträtmalen und figürlichem Zeichnen unterrichtete, was sie in Porträts ihrer Familienmitglieder und anderen Personen anwandte.
In diese Zeit fallen auch die Studien in den Museen. Sie kopierte in Viertelgröße das im Zweiten Weltkrieg verloren gegangene Gemälde von Estéban Murillo „Der heilige Antonius und das Christuskind“ und erarbeitete sich laut ihrer eigenen Angaben weitere Kopien von Rembrandt, Velasquez, Tizian und Pesne. Ab 1897 besuchte sie bis 1904 die Malerinnenschule von Dora Hitz (1856–1924) und lernte von deren impressionistischer, leuchtender Malweise.
Margarete Gerhardt brachte sich, angeregt durch eine Ausstellung Emil Orlik in der Nationalgalerie, die Technik des farbigen Holzschnittes autodidaktisch bei und wurde darin eine erfolgreiche Künstlerin.

### Reisen
Sie unternahm Studienreisen nach Italien, Frankreich, London, in die Schweiz, nach Holland und nach Nordafrika; daraus entstanden Ölbilder, Lasuren, Aquarelle, Linol- und Holzschnitte. In ihren Büchern findet sich ein in Holz geschnittenes Exlibris Buchzeichen mit dem Motiv des Dioskurentempels in Rom. Auf einem Hamburger Handelsdampfer, der nach Nordafrika fuhr, machte sie 1903 eine mehrmonatige Seereise und kehrte über London zurück nach Berlin. 1911/12 war sie zusammen mit Dora Hitz auf einer gemeinsamen Reise in Italien unterwegs.

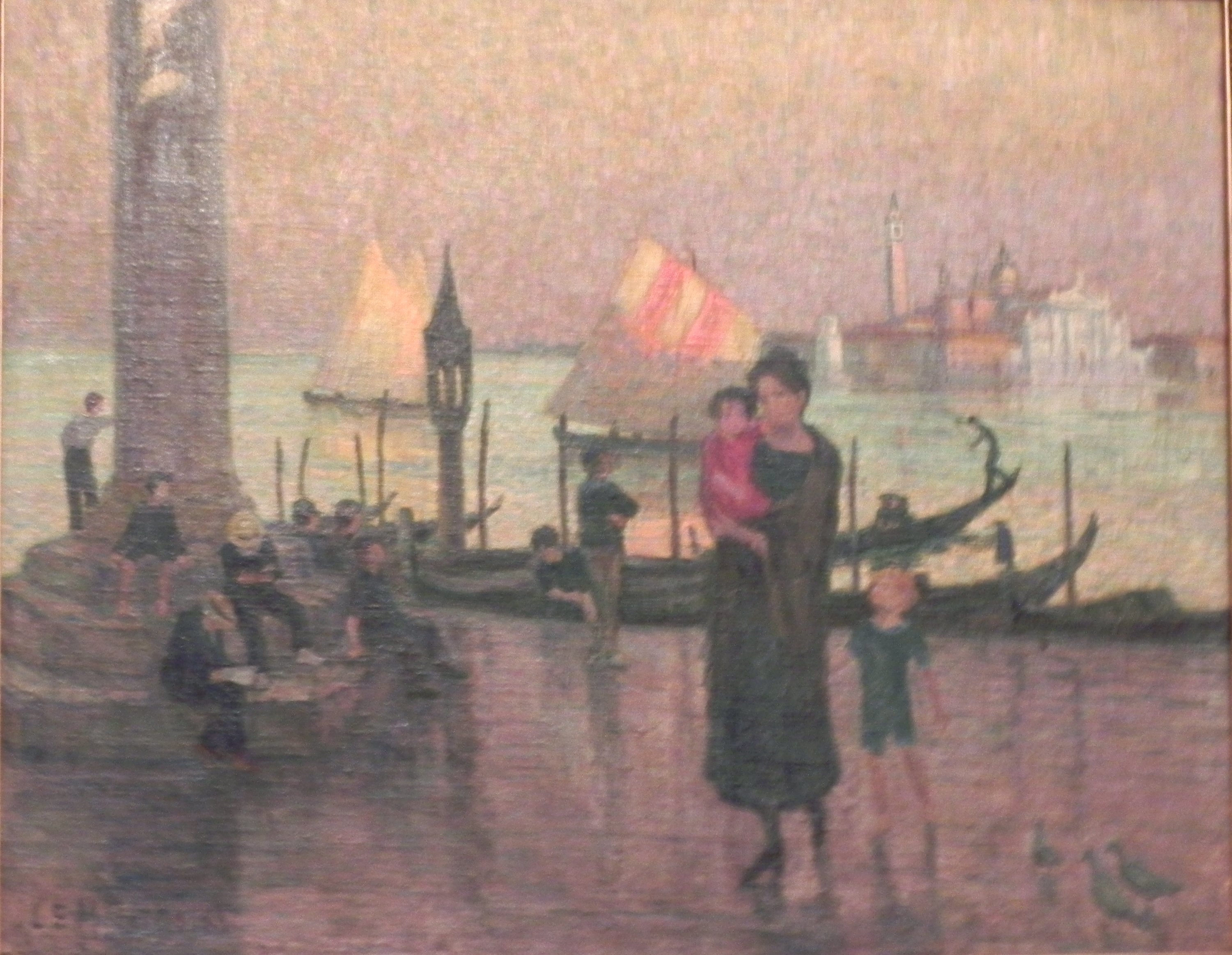
Menschen bei der Markussäule

### Mitglied in Kunstkreisen / Ausstellungen
Während 44 Jahren (1911–1955) war Margarete Gerhardt Mitglied des Vereins der Berliner Künstlerinnen 1867 e.V. (VdBK 1867) und von 1933 bis 1936 im Vorstand. Sie war auch Mitglied in der Deutschen Kunstgenossenschaft von Schöneberg-Friedenau. Während der Zeit der Nationalsozialisten stellte sie 1941 einen Antrag an die Reichskammer der Bildenden Künste um Mitgliedschaft, welche ihr den Zugang zu Malutensilien ermöglichte.
Auch in den Kriegsjahren bemühte sich der VdBK, seinen Mitgliedern weiterhin in Ausstellungen Werkverkäufe zu ermöglichen. Margarete Gerhardt stellte dort bis 1942 jedes Jahr aus.
An zahlreichen Ausstellungen, die der Verein VdBK in den eigenen Räumen realisierte, konnte sie ihre Werke präsentieren und verkaufen. Von 1908 bis 1933 war sie mehrmals in der Großen Berliner Kunstausstellung vertreten. Ebenso stellte sie in der Freien Vereinigung der Grafiker zu Berlin, im Lyzeum-Club Berlin und in der Ausstellung für Buchgewerbe und Graphik (Bugra) 1914 in Leipzig aus. Im Jahr 1956 fand im Rathaus von Berlin-Schöneberg eine Gedächtnis-Ausstellung statt.

### Spätere Jahre
Seit 1928 wohnte und arbeitete sie in Berlin-Wilmersdorf an der Livländischen Straße 18. Sie war nicht verheiratet. Es gab seit 1920 einen Verband der Gerhardt’schen Familien. Man traf sich vor dem Zweiten Weltkrieg drei Mal. Margarete Gerhardt übernahm bis 1937 die für die verzweigte Verwandtschaft umfangreiche Schriftführung. Im Geologischen Handbuch abgebildet ist eine Kopie des Porträts des Stammesältesten, Friedrich Gerhardt von Altlandsberg(1773–1857). Das Original, damals in Familienbesitz, verbrannte 1943. Nach dem Tod der Mutter 1927 zogen die beiden Schwestern von ihrem Elternhaus in Friedenau nach Berlin-Wilmersdorf. Eleonore Gerhardt führte bis zu ihrem Tod 1944 den gemeinsamen Haushalt. Nach Kriegsende zog ihre Nichte Gabriele Nickelmann-Langerhans (1899–1986) mit der Familie zu der inzwischen Alleinstehenden an die Livländische Straße 18 und betreute die Künstlerin bis zu deren Tod 1955.

### Nachlass

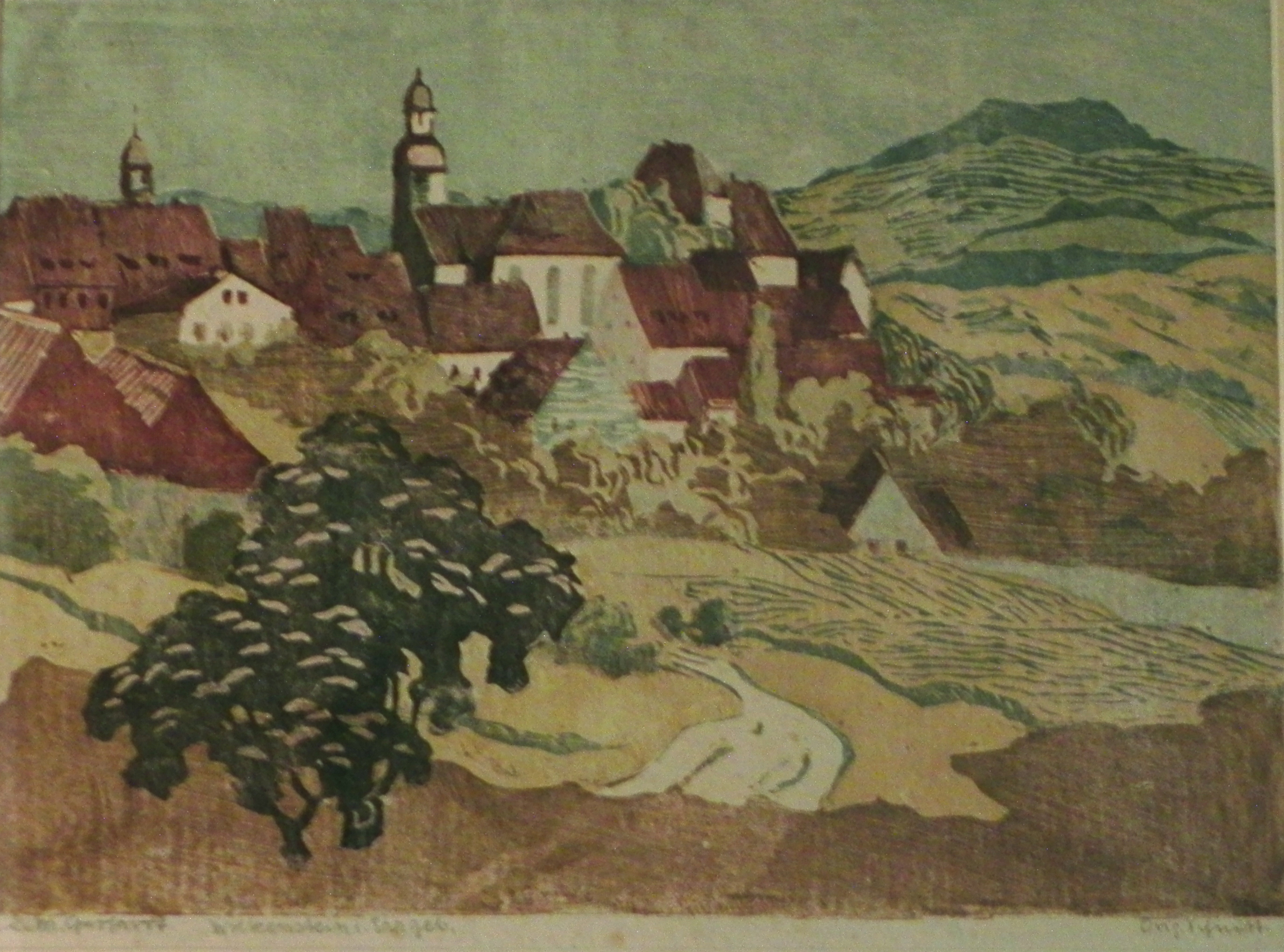
Handgedruckter farbiger Holzschnitt

Eine Reihe von Werken sind in Privatbesitz, andere unbekannt verstreut oder verschollen. In Auktionen tauchen meist Holzschnitte, eher selten Ölbilder auf.
2013 fanden in der Reutlinger Ausstellung „Wege zu Gabriele Münter und Käthe Kollwitz“ zwei ihrer Holzschnitte Anerkennung. Sie stammten aus der „Sammlung Felix Häberle, München“.
Das „Verborgene Museum“ in Berlin erwarb vor einiger Zeit den farbigen Linolschnitt
„Ponte S. Sebastiano“.

## Werkauswahl
- Selbstporträt in Öl 1901
- Zahlreiche Porträts ihrer Eltern und Geschwister
- Porträt des Malers Carl Kayser-Eichberg,
- Porträt des Schauspielers Adalbert Matkowsky, (beide Gemälde, testamentarisch erwähnt, werden gesucht)
- Kirchenkonzert in der alten Garnisonkirche, 1995
- Ellas Terzett, Oelbild 1901
- Kopie des im 2.Weltkrieg verschollenen Gemäldes von Estéban Murillo „Der heilige Antonius mit dem Christuskind“
- Venedig, Oelgemälde
- Blick auf den Wannsee, Ölgemälde
- mehrere Öllasuren: I Faraglioni, Vesuv, bei Capri, Bucht von Palermo usw. mit Motiven von ihren Reisen
- Farbige Holzschnitte mit meist ländlichen Motiven, handgedruckt
- Aquarelle mit Landschaften in den Bergen, an der See